# 1130 Skuld
1130 Skuld är en asteroid i huvudbältet som upptäcktes den 2 september 1929 av den tyske astronomen Karl Wilhelm Reinmuth. En oberoende upptäckt gjordes av två andra tyska astronomer, Arnold Schwassmann och Arno A. Wachmann, tio dagar senare. Dess preliminära beteckning var 1929 RC. Den fick senare namn efter en av ödesgudinnorna i nordisk mytologi, Skuld.
Den tillhör asteroidgruppen Flora.
Skulds senaste periheliepassage skedde den 23 september 2022. Beräkningar har gett vid handen att asteroiden har en rotationstid på 4,81 timmar.